# Saloca khumbuensis
Saloca khumbuensis är en spindelart som beskrevs av Jörg Wunderlich 1983. Saloca khumbuensis ingår i släktet Saloca och familjen täckvävarspindlar.
Artens utbredningsområde är Nepal. Inga underarter finns listade i Catalogue of Life.